# Arthur Studenroth
Arthur Addison Studenroth (9. oktober 1899 – 14. marts 1992) var en amerikansk sportsudøver som deltog i de olympiske lege 1924 i Paris.
Studenroth vandt en sølvmedalje i atletik under OL 1924 i Paris. Han var med på det amerikanske hold som kom på en andenplads i disciplinen Cross country bagefter Finland. De andre på holdet var Earl Johnson og August Fager.